# RiTEK
RiTEK（TWSE: 2349）あるいは錸徳科技は、台湾を拠点とする光ディスクメーカーである。

## 概要
RITEKは1988年に台湾で創立された。RITEK（錸徳科技）の社名は、英語のRightとTechnologyに由来している。主に光ディスク製品（CD-R、CD-RW、DVD-R、DVD-RW、DVD+R、DVD+RW、DVD-RAM、HD DVD、Blu-ray Disc、Blu-ray M-DISC等）、メモリーカード（コンパクトフラッシュ、SDカード、マルチメディアカード等）、フラッシュドライブ（USBメモリー、フラッシュSSD）、家庭用電化製品の生産に従事している。近年では、太陽電池モジュールや太陽光発電システム構築等、数多くのグリーンエネルギー製品も手掛けている。この他に、太陽電池等の電池製品や、タッチパネル製品のPMOLED、ITOガラス基板等の分野へも参入し、ナノテクノロジーやバイオテクノロジーを応用した多くの製品の開発、販売を行っている。台湾を本社におくアジアの機器メーカーである。
日本の太陽誘電のライセンスで「Legend with PRO」（発売元:ジャパンディスク）を生産している。

## 商標とプライベートブランド
- RITEK
  - 「Ritek Professional with“CG”Technology（Ritek Pro“CG”）」

業務用のDVD-R・CD-R
- - 「RITEK Archival」

記憶層に貴金属合金を採用しているBD-R
- RIDATA
- Ri-JAPAN
- TRAXDATA
- ARITA